# 国际金正日奖
国际金正日奖（朝鲜语：／）是一个以朝鲜第二任领导人金正日命名的奖项。在金正日逝世约一年后（2012年12月24日），该奖项设立。

## 内容
国际金正日奖由奖状、奖章和金属奖杯组成。

## 授予规则
- 该奖项授予政治、社会和学术界的杰出人物，以及为国家和民族的独立以及全球独立与和平与人类文化发展做出特殊贡献的人。
- 国际金正日奖委员会决定授予对象。

## 获奖者
- 2013年，委员会将该奖授予赤道几内亚总统奥比昂·恩圭马·姆巴索戈，以表彰他“对正义、发展、和平与和谐的承诺”。他于2013年8月7日亲自前往平壤领奖[1][2]。
- 2017年，主体思想国际研究所秘书长大神贤一因“积极开展主体思想研究和传播数十年，全力支持朝鲜人民争取国家统一和国际正义的斗争”而获颁国际金正日奖[3]。

## 国际金正日奖委员会
委员会在印度注册，总部设在新德里，并筛选候选人并组织颁奖。理事会由一名秘书长和7名理事组成。